# Trotinka
Trotinka je malá vesnice, část městečka Miletín v okrese Jičín. Nachází se asi 600 m východně od Miletína. V roce 2014 zde bylo 43 adres. V roce 2011 zde trvale žilo 31 obyvatel.
Trotinka leží v katastrálním území Miletín.